# آغوان گریگوریان
آغوان گریگوریان (ارمنی: Աղվան Գրիգորյան زاده ۱۱ فوریه ۱۹۶۹ در گیومری) وزنه‌برداری بازنشسته اهل ارمنستان است که در بازی‌های المپیک تابستانی ۱۹۹۶ در وزن ۹۶ کیلوگرم به رقابت پرداخت. گریگوریان همچنین اولین پرچم‌دار ارمنستان در بازی‌های المپیک بوده‌است. وی هم‌اکنون در شهر ویکتوریا استرالیا سمت مربیگری باشگاه فینیکس را برعهد دارد.